# Boletus luridus
Boletus luridus, conhecido comumente como boleto-pálido, é um fungo da família Boletaceae, encontrado em florestas da Europa e do leste da América do Norte. Nasce durante o outono ou primavera em terrenos claros e calcários. Seu chapéu é amarronzado amarelado, com áreas ferruginosas.